# Jeanne de Lartigue
Jeanne de Lartigue, née vers 1692 probablement à Clairac et morte le 13 juillet 1770 à Bordeaux, est l'épouse de l'écrivain et philosophe Montesquieu.

## Éléments de biographie
Infimes sont les traces qui nous sont parvenues d'elle (toute sa correspondance avec son mari est perdue notamment), et les spécialistes modernes soulignent comment les auteurs ont progressivement comblé ce manque en créant de toutes pièces des éléments de biographie.

### Famille
Jeanne naît vers 1692, sans doute à Clairac (actuel Lot-et-Garonne). Son père Pierre de Lartigue, un officier, est anobli en 1704 et fait Chevalier de Saint-Louis. Il termine sa carrière militaire lieutenant-colonel d'infanterie au régiment de Maulévrier,, après avoir été blessé plusieurs fois au combat, notamment au siège de Namur. Son épouse Elizabeth Pauzié et lui possèdent des terres voisines de la baronnie de La Brède, la propriété de la famille Montesquieu à Martillac (actuelle Gironde), ainsi qu'à Clairac dans l'Agenais. À Bordeaux la famille a une maison, toujours visible aujourd'hui,. Un grand-père d'Elizabeth est Salomon de Massac, médecin du prince Maurice d'Orange, d'une petite noblesse protestante de Tonneins. 
Les Lartigue sont une famille huguenote, donc proscrite depuis que l’Édit de Nantes a été révoqué en 1685. Jeanne est fille unique. Elle est présentée comme une « calviniste très ardente ».

### Mariage avec Montesquieu

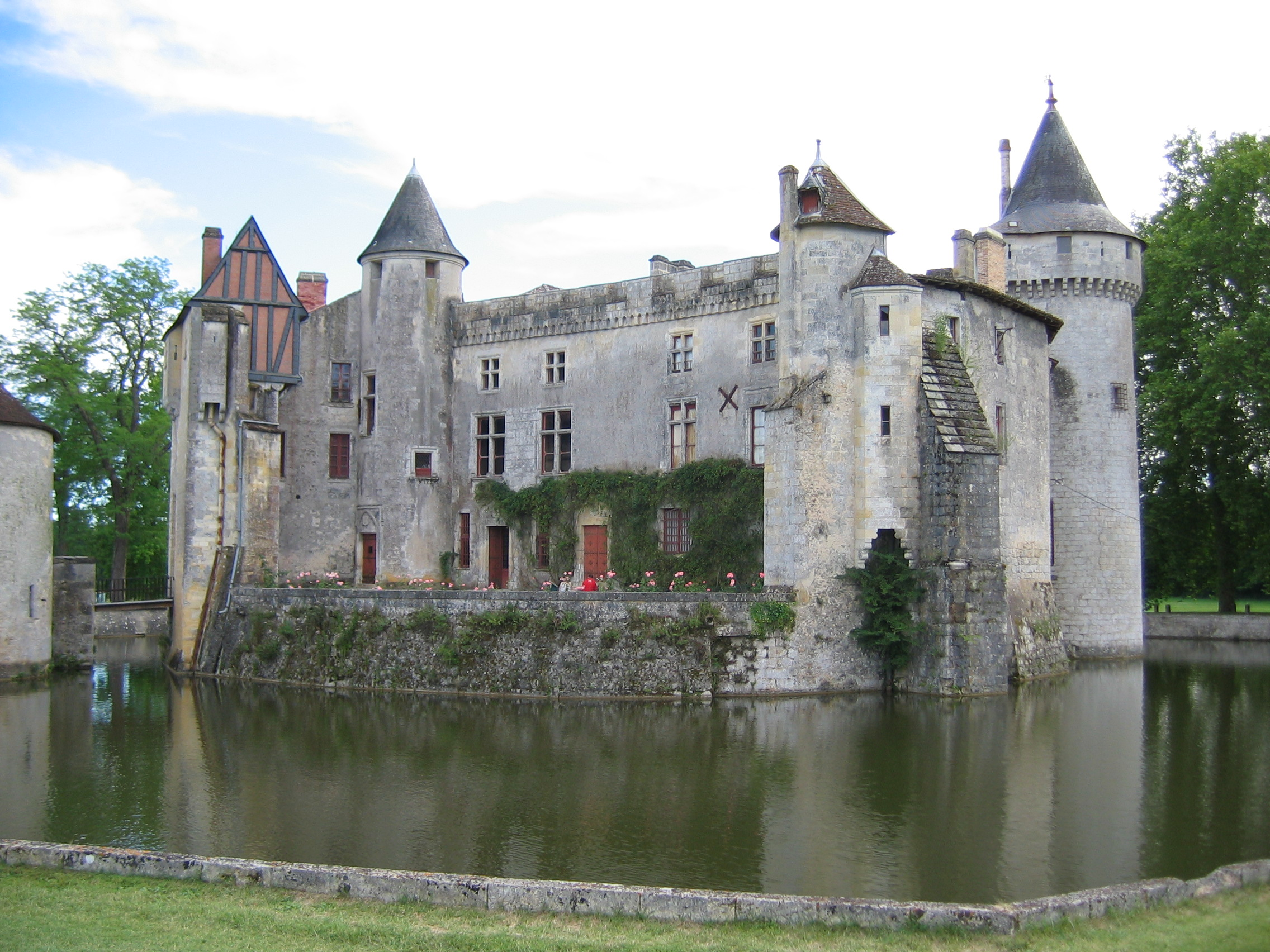
Château de la Brède.

Charles Louis Secondat de Montesquieu, baron de La Brède et futur baron de Montesquieu, est né le 18 janvier 1689 à La Brède. Ses oncles, soucieux de la pérennité du lignage, le poussent à se marier et l'incitent à contracter le 12 février 1715 avec Marguerite Denis, la fille aînée de Daniel Denis dit Piedecourt, jurat et négociant du quartier des Chartrons anobli depuis peu : le mariage doit lui apporter 75 000 livres de dot. Mais Charles rompt le contrat pour en signer un autre le 22 mars 1715 avec Jeanne de Lartigue. On ignore si cette décision procède d'une volonté personnelle, notamment de s'émanciper de la tutelle de ses oncles, ou plutôt du souhait de respecter le vœu de son père décédé deux ans plus tôt : qu'il cherche épouse du côté de La Brède.
Le mariage est célébré dans la basilique Saint-Michel de Bordeaux le 30 avril 1715. Ni la famille de Jeanne, tenue à l'écart des églises en raison de ses convictions protestantes, ni celle de Charles — ce qui corrobore la première hypothèse — n'assiste à l'office. 
Sur le plan matériel, l'alliance n'est pas plus intéressante que le premier mariage projeté : les deux femmes sont d'extractions comparables, et si la dot de Jeanne est supérieure (100 000 livres), elle est surtout constituée de créances. L'une d'elles en particulier, douteuse, provoque en 1717 une brouille de Montesquieu avec ses beaux-parents. L'attitude de Jeanne dans la querelle n'est pas documentée. 
Du mariage naissent trois enfants : Jean-Baptiste en février 1716, Marie-Catherine en 1717 et Denise en 1727. Les deux filles sont mises en pension très jeunes, et Jean-Baptiste est envoyé avant neuf ans poursuivre ses études au lycée Louis-le-Grand à Paris. 
Jeanne semble vivre à l'écart des amis de Montesquieu et des mondanités : aucun ne la mentionne, aucun ne semble l'avoir rencontrée. Elle est de même totalement absente de la vie intellectuelle, littéraire, esthétique ou philosophique de son époux. Il ne l'amène pas davantage dans ses multiples voyages — pas plus dans son périple de trois ans en Europe que dans ses « mouvements pendulaires entre Paris et La Brède ».
Sa signature (« Lartigue de Montesquieu ») apparaît sur plusieurs actes,, et si son mari lui confie la gestion courante de ses terres pendant ses voyages, ses procurations restent limitées : le baron fait casser l'achat du moulin de Luzié et de la seigneurie de Saint-Morillon qu'elle signe en 1738 pour 8 200 livres, au motif qu'elle n'a pas de délégation suffisante de sa part (mais les rachète huit ans après pour 5 000 livres). Il semble que le rôle de Jeanne se limite à celui d'exécutante des décisions du baron pour l'exploitation de ses propriétés. 
L'inventaire du château de La Brède au décès de Montesquieu en février 1755 révèle un mobilier « vieilli et dépareillé », dépourvu de luxe voire de confort.

### Fin de vie
Jeanne de Lartigue survit quinze ans à son mari et meurt le 13 juillet 1770 dans sa maison de l'impasse Rue-Neuve à Bordeaux, à l'âge de 78 ans. Elle est inhumée dans un cimetière protestant de la ville.

## Affabulations
Catherine Volpihac-Auger argue que les qualificatifs de « laide, boiteuse mais bonne gestionnaire » que la tradition prête à Jeanne ne reposent sur aucune donnée — sinon l'art des biographes de combler les manques en recourant aux clichés :

« Mme de Montesquieu a joué son rôle en garantissant la pérennité du lignage et l’activité, donc les revenus du domaine. Les plaisirs de Montesquieu étaient ailleurs, et ses travaux intellectuels hors de sa portée ; au moins n’a-t-elle jamais gêné ni les uns ni les autres. Mais sur sa personne et sa personnalité propres, on se gardera de rien avancer, ni de porter des jugements aussi gratuits qu’inutiles. »